# Université de Goroka
L'université de Goroka (en anglais : University of Goroka ou UOG) est une université publique située à Goroka, dans la province des Hautes-Terres orientales, en Papouasie-Nouvelle-Guinée.

## Histoire
L'Université est née en 1997 du rapprochemment de deux facultés de l'Université de Papouasie-Nouvelle-Guinée (UPNG), la faculté de l'Enseignement et celle de l'Éducation. La faculté de l'Enseignement (le Goroka Teacher’s College) fut créée en 1961, et rejoint l'UPNG en 1975. Elle propose les cours préparatoires pour professeur des écoles. La faculté de l'Éducation ouvre en 1970 à l'UPNG. En 1992, les deux facultés fusionnent leurs programmes, et en 1995, le Campus Goroka ouvre ses cursus Licences (Bachelor degree), Master, cycles postgrade.La création de l'Université de Goroka est prononcée par le gouvernement en 1997.
En 2013, l'Université ouvre le Centre pour les médias créatifs et sociaux pour former ses élèves à la réalisation de films et documentaires. Fin 2013, l'Université organise une conférence nationale sur la sorcellerie et le rôle de l'Église.
En mars 2014, l'Université publie une recherche sur les films préférés des habitants des haus piksa (qui n'ont pas de poste récepteur et se réunissent en groupe pour projeter des DVDs), plaçant Rambo, les films Nollywood et Titanic dans le top 3 local.
En août 2015, à la suite d'un changement du barème des frais de scolarité, de violentes manifestations éclatent sur le campus de l'université.

## Présentation
Fondé en 1997, l'établissement est composé de trois facultés :
- Faculté d'éducation
- Faculté des sciences
- Faculté des sciences humaines